# Carla Kelly
Carla Kelly, o Carla Sue Kelly (nacida en 1947) es una escritora de novela romántica estadounidense, ambientadas en época de la Regencia en Inglaterra como en el Oeste estadounidense. Ha escrito más de cuarenta novelas y relatos cortos. dentro del género de la Regencia, destaca por hacer que sus protagonistas sean personas normales, no nobles. 

## Biografía
Nacida en 1947, hija de un oficial de la Armada, y creció en diversos lugares del mundo. Se educó en la Universidad Brigham Young en Provo, Utah, donde estudió historia. Más tarde obtuvo un master en la Universidad de Luisiana-Monroe, en la historia estadounidense, centrándose en la Guerra civil y las guerras indias. 
En su carrera profesional, ha trabajado como ranger historiadora en el Servicio de Parques Nacionales en el Lugar Histórico de Fort Laramie, y como ranger en el Lugar Histórico Fort Union Trading Post; ha sido contratada como historiadora de investigación para la Sociedad Histórica Estatal de Dakota del Norte, y ha enseñado historia a nivel universitario. 
Vive en Idaho Falls, Idaho. Está casada con Martin Kelly, anterior director del Teatro en la Universidad del Estado de Valley City, en Valley City, Dakota del Norte, que actualmente está jubilado; han tenido cinco hijos adultos. 

## Influencias literarias
Cuando Lola Sparks la entrevistó en Purple Pens, la señora Kelly identificó a una serie de escritores que habían influido en ella:
- Louisa May Alcott
- Las novelas de Hornblower de C. S. Forester
- R. F. Delderfield
- Joseph Conrad
- Nevil Shute
- Jack Schaefer
- Ernest Haycox
- Charles King

En su perfil como autora en la página e-Harlequin, la señora Kelly dice que hay tres obras de ficción favoritas que se han mantenido constantes en el tiempo, si bien varía cuál es la que más aprecia en cada momento: Guerra y Paz, las historias de Lawrenceville y A Town Like Alice. Sus obras históricas favoritas son One Vast Winter Count, On the Border with Mackenzie y Crossing the Line. Entre sus autores de ficción criminal favorita son Michael Connelly, John Harvey y Peter Robinson.

## Carrera como escritora
Kelly empezó a escribir romances de la regencia debido a su interés en las Guerras napoleónicas. Uno de los temas principales en sus libros es cómo la guerra afecta a las vidas de la gente normal y corriente. Al sobrevivir a los efectos de la guerra y ayudando a otros supervivientes, sus personajes se encuentran a menudo con cualidades de fortaleza y decisión que anteriormente no eran evidentes. Son personas que consiguen sus logros discretamente, influyendo al mundo a través de pequeños actos personales, con lo que marcan la diferencia en sus vidas y en las de otros, al final, por actos de bondad, más que de audacia. Kelly va en contra de los tópicos del género al centrar su atención no en el espléndido mundo de la sociedad londinense y la élite social, sino en el 99.9% restante de la población que vivía en Inglaterra. Sus historias se distinguen por un detalle auténtico, con buena investigación detrás y aligerada con un efectivo sentido del humor. 
También ha escrito una serie de historias cortas sobre los hombres, mujeres y niños de Fort Laramie durante las guerras indias de la historia estadounidense. En 2003 toda su colección de historias sobre las guerras indias fueron reeditadas en Here's to the Ladies: Stories from the Frontier Army. Dos de estas historias, A Season for Heroes y Kathleen Flaherty's Long Winter recibieron el premio Spur otorgado por los Escritores del Oeste de EE. UU.

## Premios
- 1978 Spur Award:Corto (Western Writers of America) - A Season for Heroes (FAR West Magazine)
- 1981 Spur Award:Corto (Ficción) (Western Writers of America) - Kathleen Flaherty's Long Winter (FAR West Magazine)
- 1993-1994 Romantic Times Premio a los logros de toda una carrera - Regencia
- 1995 Premio RITA: Mejor romance de la Regencia (Romance Writers of America) - Mrs Drew Plays Her Hand
- 1997 Premio RITA: Mejor romance de la Regencia (Romance Writers of America) - The Lady's Companion
- 2001 All About Romance. Premio de los lectores: Mejor romance de la Regencia - One Good Turn.
- 2001 Romance Readers Anonymous. Mejor romance de la Regencia - One Good Turn
- 2001 Romance Readers Anonymous. Mejor autor de la Regencia
- 2002 All About Romance. Premio de los lectores: Mejor Regencia tradicional - The Wedding Journey.
- 2001 Romance Readers Anonymous. Mejor romance de la Regencia - The Wedding Journey
- 2011 Premio Whitney: Mejor romance del año - Borrowed Light
- 2012 Premio Whitney: Mejor ficción histórica del año - My Loving Vigil Keeping